# Nowhere Man (ep)
Nowhere Man is een ep van de Britse band The Beatles. Het werd op 8 juli 1966 uitgebracht door Parlophone. De ep verscheen enkel in het Verenigd Koninkrijk op de markt. Het was tevens hun voorlaatste officiële ep-uitgave. Magical Mystery Tour zou een jaar later nog verschijnen als dubbel-ep in het Verenigd Koninkrijk en als volwaardig album in de Verenigde Staten.
Op de ep staan vier nummers die in december 1965 al op het album Rubber Soul verschenen. Van deze nummers verscheen titeltrack "Nowhere Man" op single in de Verenigde Staten, en werd "Michelle" een hit in een aantal Europese landen en in Nieuw-Zeeland. De ep verscheen op dezelfde dag dat The Beatles terugkeerden in het Verenigd Koninkrijk na hun tournee door West-Duitsland, de Filipijnen en Japan, en kort nadat zij besloten om aan het eind van dat jaar te stoppen met optreden.
De ep behaalde de vierde plaats van de Britse hitlijst voor ep's en bleef hier achttien weken in staan.

## Tracks
Alle muziek en teksten zijn geschreven door Lennon-McCartney. 
| Nr. | Titel        | Duur |
| --- | ------------ | ---- |
| 1.  | Nowhere Man  | 2:44 |
| 2.  | Drive My Car | 2:25 |

| Nr. | Titel            | Duur |
| --- | ---------------- | ---- |
| 1.  | Michelle         | 2:40 |
| 2.  | You Won't See Me | 3:22 |